# Tano Norte (distrito)
Tano Norte es un distrito de la región de Brong-Ahafo, Ghana. En septiembre de 2018 tenía una población estimada de 97 723 habitantes.
Se encuentra ubicado en el centro del país, al sur del río Volta Negro, al oeste del lago Volta, al norte de la región de Ashanti y cerca del curso alto del río Tano, el cual le da nombre. 